# ۱۷۲۴ (میلادی)
۱۷۲۴ (میلادی) هزار و هفتصد و بیست و چهارمین سال تقویم میلادی است.

## زادگان
- ۲۹ آوریل – جان میشل، ستاره‌شناس و زمین‌شناس بریتانیایی (د. ۱۷۹۳)
- ۱۳ دسامبر – فرانتس آپینوس، فیزیک‌دان و ریاضی‌دان آلمانی (د. ۱۸۰۲)
- ۲۵ اوت – جرج استابز، نویسنده و نقاش بریتانیایی (د. ۱۸۰۶)